# Silverado (bar gay)
El Silverado, anteriormente conocido como Flossie's, es un club gay y de estriptis ubicado en Portland (Oregón).

## Descripción e historia
Silverado, el único club de striptease gay de Portland, tras el cierre de Three Sisters Tavern en 2004 y antes de la apertura de Stag PDX en 2015, existe desde hace casi 30 años. Anteriormente llamado Flossie's, se encontraba originalmente debajo de una casa de baños gay en lo que hoy es el Hotel Crystal. Estaba en la zona del centro de Portland conocida como Burnside Triangle, o "Triángulo Gay", por sus numerosos negocios gays y de ambiente. El club se reubicó en 318 Southwest 3rd Avenue, en enero de 2008.
En marzo de 2018, Silverado confirmó que el negocio dejaría su ubicación en 3rd Avenue el 31 de marzo, después de diez años. El bar se reubicó en 610 Northwest Couch Street, en el barrio Old Town Chinatown, en diciembre de 2018.
En su "visión general de la vida nocturna LGBTQ+ de Portland para el recién llegado" de 2019, Andrew Jankowski, del Portland Mercury, escribió: "El club de striptease masculino que lleva más tiempo funcionando en el noroeste del Pacífico se trasladó el invierno pasado, instalándose junto al Star Theater en un antiguo bar deportivo. A primera vista no parece gran cosa, porque la verdadera fiesta está en el sótano. No hay tantas barras como en el local anterior, pero no faltan bailarines sexys".

## Políticas
En 2012, Silverado llamó la atención por aplicar tarifas de entrada desiguales todos los viernes y sábados, cobrando 3 dólares a los clientes masculinos y 5 dólares a las clientas femeninas. Un portavoz de la empresa comparó la diferencia de precio con eventos similares de "noche de mujeres" en los que los hombres pagan más por entrar a un club que las mujeres. Además, dijo en una entrevista publicada por The Portland Mercury: "Todos los demás días de la semana, el precio de entrada es el mismo para todos. Exigimos un precio simbólico porque no queremos que la gente sólo venga a curiosear y se vaya. Tenemos que obtener beneficios".
El bar no permite las despedidas de soltera debido a las quejas de los clientes masculinos, a los que "no les gustan los grupos de mujeres gritonas y risueñas", e incluso ha colocado carteles en los que se puede leer: "Prohibidas las despedidas de soltera". La entrada del Silverado también tiene un cartel en el que se puede leer: "Si estás aquí, eres marica", informando a los hombres heterosexuales de que "no son bienvenidos". Sólo intentamos crear un entorno cómodo para nuestros clientes".

## Recepción
Thomas Lauderdale, conocido por su trabajo con la banda de Portland Pink Martini, ha compartido su afinidad por el club y conserva una colección de fotografías de invitados que le acompañaron al local, entre ellos Gus Van Sant y Rufus Wainwright.